# Satendra Nandan
Satendra Pratap Nandan, né en 1939 à Nadi, est un homme politique puis universitaire et écrivain fidjien.

## Biographie
Issu de la communauté indo-fidjienne et d'une famille de sept enfants, il grandit dans la pauvreté au village fidjien de Maigania, au bord de la rivière Nadi sur l'île de Viti Levu. Bénéficiant d'une bourse d'études, il obtient deux diplômes de licence (en littérature de langue anglaise et en enseignement) à l'université de Delhi, puis un Master en littératures du Commonwealth et en littérature américaine à l'université de Leeds. Après un certificat d'enseignement universitaire de l'université de Londres, il obtient en 1977 à l'Université nationale australienne à Canberra son diplôme de doctorat pour un thèse sur l'image de l'artiste dans l'œuvre littéraire de Patrick White. Il est alors la première personne des îles du Pacifique à décrocher un doctorat en littératures anglophones. Il enseigne un temps dans l'enseignement secondaire à Nadi, puis est l'un des deux seuls Fidjiens -avec Ratu Jo Nacola- recrutés comme enseignants fondateurs à l'université du Pacifique Sud, où il demeure de 1969 à 1987,,.
Il entre en politique aux Fidji dans les années 1970 au sein du Parti de la fédération nationale. Aux élections législatives de 1982, c'est sous cette étiquette qu'il est élu député de la circonscription ethnique indienne de Nasinu-Vunidawa à la Chambre des représentants. Siégeant sur les bancs de l'opposition parlementaire, il est nommé ministre fantôme de l'Éducation, de la Jeunesse et des Sports dans le cabinet fantôme du chef de l'opposition, Siddiq Koya.
En 1986, il rejoint le Parti travailliste nouvellement créé, et est réélu député sous cette étiquette aux élections législatives de 1987. Celles-ci produisent un gouvernement de coalition du Parti travailliste et du Parti de la fédération nationale, mené par le Premier ministre Timoci Bavadra. Satendra Nandan est nommé ministre de la Santé et de la Protection sociale dans ce gouvernement. Un mois plus tard, toutefois, le gouvernement est destitué par un coup d'État militaire raciste mené par le colonel Sitiveni Rabuka, qui prône la suprématie politique de la population autochtone et estime que le gouvernement compte trop de ministres d'ascendance indienne. Comme beaucoup d'autres Indo-Fidjiens, Santendra Nandan fuit le pays et s'établit en Australie. Il y est employé comme chercheur au Centre de recherche en humanités de l'Université nationale australienne,,.
Il devient ensuite enseignant-chercheur en littératures anglophones et du Commonwealth à l'université de Canberra, co-présidant le centre d'études culturelles de cette université. Il est par ailleurs, pendant une dizaine d'années, président fondateur de la branche du PEN club de Canberra. En 1991 il publie son roman autobiographique The Wounded Sea (La Mer blessée), suivi dix ans plus tard de son autobiographie Requiem for a Rainbow: A Fijian Indian Story. En 2000, son ouvrage Fiji: Paradise in Pieces - Writing Ethics-Politics est une collection de ses essais critiques littéraires, de ses réflexions sur des enjeux sociaux et politiques, et d'une histoire courte de fiction, Mangoes,,.
En 2005 il retourne aux Fidji et participe à la création de l'université des Fidji. Il y devient le président fondateur de l'École des humanités et des arts. En 2012, le gouvernement fidjien du Premier ministre Frank Bainimarama le nomme membre de la commission chargée de rédiger une proposition de nouvelle constitution pour le pays, celle-ci devant aider les Fidji à dépasser les clivages inter-ethniques. Il retourne à Canberra en 2013. Professeur émérite de l'université de Canberra, il est chroniqueur au quotidien The Fiji Sun,,.